# Karl Christian von Loesch
Karl Christian von Loesch, Pseudonym Sylvanus als Autor der Deutschen Rundschau, (* 18. Dezember 1880 in Oberstephansdorf bei Breslau; † 1. Januar 1951 in Stuttgart) war ein deutscher Universitätsprofessor und Ethnologe. Er lehrte an der Friedrich-Wilhelm-Universität zu Berlin Volkstumskunde und war außerdem Paläontologe.

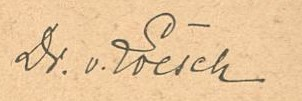
Signatur 1923

## Leben
Loesch entstammte der in Schlesien ansässig gewesenen Adelsfamilie von Loesch, deren Stammvater der 1638 erstmals genannte Bürgersohn Hans Lesche aus Magdeburg ist. Sein Vater war der preußische Gerichtsassessor und Rittmeister Konrad von Loesch (1829–1886), der als Besitzer der Güter Oberstephansdorf, Falkenhain und Seedorf 1863 in den preußischen Adelsstand erhoben wurde. Nach dem Besuch des Königlichen Gymnasiums in Königsberg in der Neumark studierte er an den Universitäten Bonn, Berlin und Breslau bis zum Referendarexamen Rechtswissenschaften. 1901 erfolgte seine Rezeption beim Corps Borussia Bonn. Anschließend studierte er an den Universitäten Jena und München Naturwissenschaften. 1910 wurde er in München in Paläontologie promoviert (Über einige Nautiliden des weissen Jura).
Loesch wurde 1922 Vorsitzender des Deutschen Schutzbundes für das Grenz- und Auslandsdeutschtum. Er gründete gemeinsam mit dem völkischen Politiker und Publizisten Max Hildebert Boehm 1925 das „Institut für Grenz- und Auslandsstudien“ (IGA) in Berlin. 1925 erschien in dem von Loesch herausgegebenen Sammelband „Volk unter Völkern“, Bücher des Deutschtums, Band 1, sein Beitrag Eingedeutsche, Entdeutschte und Renegaten, in dem er den Begriff Umvolkung prägte. Bis 1945 wurde dieser Begriff an Stelle von Entnationalisierung in starkem Maße verwendet. Loesch bezog sich bei seiner Begriffsbildung nicht nur auf Entdeutschung oder Rückdeutschung, sondern weiter gefasst auf Assimilation der Angehörigen eine Volkes durch ein anderes Volk.
Ab 1936 beschäftige Loesch in seinem Institut Theodor Heuss, nachdem dieser sein Lehramt verloren hatte und ihm Publikationsverbot auferlegt war. Nach dem Zweiten Weltkrieg dankte Heuss ihm und befürwortete als Bundespräsident Loeschs Pensionierung als Hochschullehrer.
Ferner war Loesch Berater in Volkstumsfragen der Regierung Gustav Stresemann, auch bei Konferenzen des Völkerbunds, sowie Mitglied der Arbeitsgemeinschaft für Nationalitätenrecht der 1933 vom Nationalsozialisten Hans Frank gegründeten Akademie für Deutsches Recht. Zusammen mit Georg Schreiber empfahl er Franz Thierfelder die Auslandsförderung der deutschen Sprache, speziell auf dem Balkan, welche zur Gründung des Goethe-Instituts führte als Organ der Deutschen Akademie.
Loesch war Mitglied des rechtsintellektuellen Juniklubs und auch in dessen Nachfolgeorganisation Deutscher Herrenklub. Loesch trat zum 1. Mai 1933 der NSDAP bei (Mitgliedsnummer 3.020.147).
Zum Zeitpunkt des gegen die Sowjetunion geführten Vernichtungskrieges war er Leiter des Instituts für Grenz- und Auslandsstudien und Boehm der stellvertretende Leiter.
Loesch lehnte die Instrumentalisierung der Minderheiten- und Volkstumsforschung durch die SS ab und nahm, obwohl ad personam geladen, nicht an den Beratungen zum Generalplan Ost teil. Das IGA wurde vertreten durch Gerhard Teich, der als Gruppenleiter im Ostministerium für die „politische Lenkung der fremden Volkstumsgruppen im Ostland“ zuständig war. Daraufhin übernahm die SS 1943 das IGA und gliederte es dem Reichssicherheitshauptamt an. Loesch verließ Berlin und siedelte nach Österreich über.
Loeschs Beziehungen zu Attentätern des 20. Juli brachten ihm 1944 ein Verhör der Gestapo in Schloss Hagenberg ein. Da er schwer krank und haftunfähig war, verzichtete die Gestapo auf seine Internierung. 1945 beantragte die Regierung Jugoslawiens seine Auslieferung, die jedoch dank Intervention des ehemaligen Vizekanzlers Vinzenz Schumy von der österreichischen Regierung abgelehnt wurde.
Bei der Entnazifizierung wurde er 1947 in Stuttgart als Mitläufer eingestuft.
Er war in zweiter Ehe mit Maria Fürst (1894–1991) verheiratet. Sein 1934 geborener Sohn ist der Fachbuchautor Heinrich von Loesch.

## Werke
- Staat und Volkstum, Deutscher Schutzbund Verlag, Berlin 1926
- (Hrsg. gemeinsam mit Max Hildebert Boehm): Zehn Jahre Versailles. Bd. 3. 1930
- Das Antlitz der Grenzlande, Bruckmann, München 1933
- Deutsche Züge im Antlitz der Erde, F. Bruckmann, München 1935
- (Hrsg. gemeinsam mit Max Hildebert Boehm): Deutsches Grenzland. Jahrbuch des Instituts für Grenz- und Auslandsstudien 1935, Kurt Hofmeier, Berlin 1935
- Die Gliederung der deutschen Volksgrenze, Volk und Reich, Berlin 1937
- (Hrsg. gemeinsam mit Ludwig Vogt): Das deutsche Volk. Sein Boden und seine Verteidigung, Volk und Reich, Berlin 1937; 2. Aufl. 1938; darin von ihm selbst: Die deutsche Volksgemeinschaft, S. 384ff.
- Die außenpolitischen Wirkungen des Geburtenrückganges dargelegt am Beispiel der Franzosen. Junker & Dünnhaupt, Berlin 1938
- (gemeinsam mit Erich Gierach): Böhmen und Mähren im Deutschen Reich, 1939
- Der polnische Volkscharakter, Junker & Dünnhaupt, Berlin 1940
- (Hrsg. gemeinsam mit Max Hildebert Boehm): Der befreite Osten, Deutsche Buchvertriebsstelle Hofmeier, Berlin 1940
- Croatia restituta, o. O., 1941
- Böhmen und Mähren in der deutschen Landschaft, in: Das Böhmen und Mähren-Buch, Volkskampf und Reichsraum, Volk und Reich, Berlin 1943, S. 13–126
- Die Völker und Rassen Südosteuropas, Berlin 1943